# Hornstedtia cyathifera
Hornstedtia cyathifera är en enhjärtbladig växtart som beskrevs av Theodoric Valeton. Hornstedtia cyathifera ingår i släktet Hornstedtia och familjen Zingiberaceae. Inga underarter finns listade i Catalogue of Life.